# Stocks & Bombs
Stocks & Bombs to drugi i ostatni pełnowymiarowy album kanadyjskiej grupy Warsawpack.

## Lista utworów
1. Lump of Coal
2. Pig Dog
3. Mammon Parade
4. All Fours
5. Pushing Hands
6. Wolfblitzer
7. War on Drugs
8. Rogue Nation
9. Nine
10. TV Eyes
11. Limited Time Offer
12. Hybrid
13. Market Steward Living